# Passiflora sierrae
Passiflora sierrae är en passionsblomsväxtart som beskrevs av L.K. Escobar. Passiflora sierrae ingår i släktet passionsblommor, och familjen passionsblomsväxter. Inga underarter finns listade i Catalogue of Life.